# Граница Гутенберга
| Номер   | Что соответствует  |
| ------- | ------------------ |
| 1       | кора               |
| 2       | мантия             |
| 3       | ядрo               |
| 4       | литосферa          |
| 3a      | внешнее ядро       |
| 3b      | внутреннее ядро    |
| 2900 km | граница Гутенберга |

Граница Гутенберга, или граница Вихерта — Гутенберга, — зона разделения слоёв Земли, расположенная на глубине примерно 2900 км и отделяющая мантию от ядра.

## Описание
Граница Гутенберга лежит между мезосферой (дном мантии) и внешним ядром. Сейсмические волны разных типов по-разному ведут себя при взаимодействии с границей: S-волны отражаются от неё, а P-волны преломляются ею с резким уменьшением скорости их распространения. Это связано с природой волн S и P: волны S не распространяются в жидких и газообразных средах, в то время как волны P распространяются во всех средах, но в жидких и газообразных — медленнее. Это позволило сделать вывод, что ниже границы Гутенберга лежит жидкая область. Потому открытие границы Гутенберга было важным для сейсмологии.

## История
Названа в честь немецких сейсмологов Бено Гутенберга и Эмиля Вихерта.